# Pietro Canonica
Pietro Canonica (1. března 1869, Moncalieri – 8. června 1959, Řím) byl italský sochař, malíř, hudební skladatel a politik rozporuplných postojů.  

## Život
Po absolutoriu sochařského studia na Akademii výtvarných umění v Turíně (Accademia Albertina) začal jako portrétista žen a dětí ve stylu lyrického historismu, a posléze secese. Tvořil v tomto období ženské literární a dramatické postavy (Médea, Beatrice, Miranda), a také křesťanská témata: Krista bičovaného i mrtvého Krista v hrobě, Dona Bosca s dětmi do niky Svatopetrské baziliky v Římě či sochu apoštola Pavla pro dóm v Messině.
Po roce 1912 se vypracoval na figuralistu monumentálních sousoší a pomníků ve stylu realismu, převážně významných světových politiků. V letech 1912-1914 pobýval na carském dvoře v Rusku, vytvořil pro cara a jeho bratra návrhy jezdeckých pomníků a portréty dalších členů rodiny. 
Světového věhlasu dosáhly jeho pomníky pro Turecko (dva), Irák a zejména jezdecká socha Simona Bolívara, která byla realizována v bronzu v několika jiho- a středoamerických státech. Od konce dvacátých let byl příznivcem Benita Mussoliniho a fašistů. Je autorem řady monumentálních veřejných plastik v celém světě. 
Působil také jako pedagog, medailér, malíř a hudební skladatel. 
Pracoval a bydlel jednak v Benátkách, kde se dochoval jeho palác, a dále v Římě v novorenesančním objektu v parku při ville Borghese, kde je zpřístupněn jeho ateliér, knihovna a modely více než stovky sochařských děl v muzeu. Prezident Luigi Einaudi roku 1950 jmenoval jedenaosmdesátiletého Pietra Canonicu senátorem s doživotním mandátem.

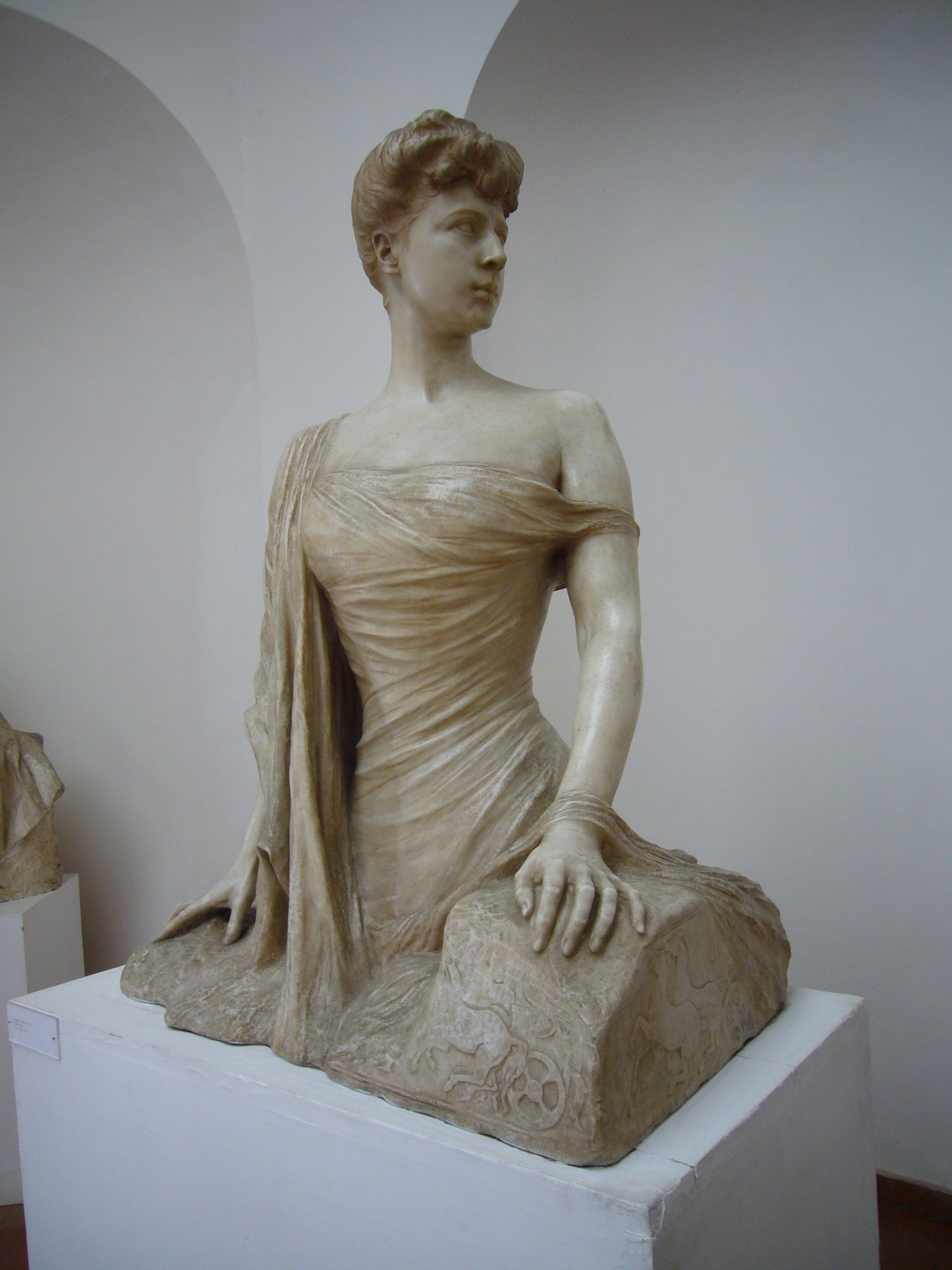
Paní Franca Florio

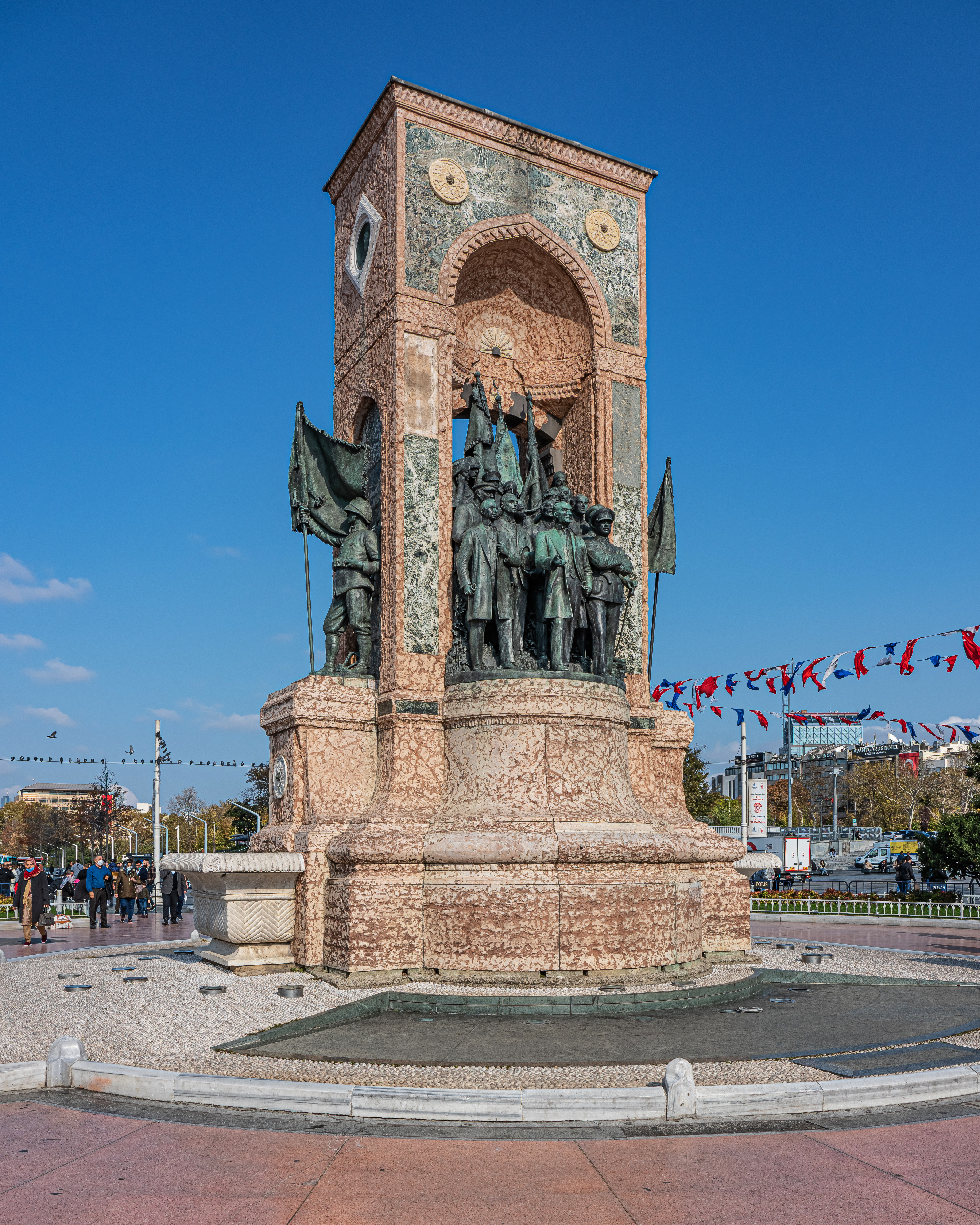
Pietro Canonica: Pomník Turecké republice, náměstí Taksim, Istanbul

## Dílo (výběr)

### Portréty a sochy
- Portrét modelky Francy  Florio (1900-1905), Museo Canonica
- Kristus před uložením do hrobu, model Museo Canonica
- Socha apoštola Pavla pro dóm v Messině
- Portrét ruské velkokněžny Marie Pavlovny
- Poprsí cara Mikuláše II., asi 1913, (muzeum Petropavlovská pevnost)
- Portrét britského krále Eduarda II.
- Socha britské královny Viktorie pro Buckinghamský palác
- Socha klečícího papeže Benedikta XV. na jeho náhrobku ve Svatopetrské bazilice v Římě
- Poprsí Benita Mussoliniho (1926)
- Poprsí italského a etiopského krále Vittoria Emanuela III. (1938)
- Poprsí egyptského krále Fuada I.
- Portrét tureckého prezidenta Kemala Atatürka, v Etnografickém muzeu v Ankaře

### Pomníky
- Jezdecký pomník velkoknížete Nikolaje Nikolajeviče, Petrohrad, Maněžnaja ploščaď, (1913, zničen roku 1918)
- Jezdecký pomník cara Alexandra II, zhotoven, ale kvůli říjnové revoluci neosazen; model 1:1 v Canonicově muzeu v Římě
- Socha Alexandra Dmitrijeviče Šeremetěva
- Socha vojáka s mulou, přecházejícího Alpy, válečný pomník v obci Stressa v Piemontu
- Vítězný oblouk se sochami dělostřelců, hrdinů první světové války v Turíně (L'arco del Valentino)
- Pomník obětem první světové války v  Chieti (1924)
- Pomník obětem první světové války v obci Grugliasco
- Jezdecký pomník Simona Bolívara v Montevideu, Cancúnu, Brazílii, Mexiku,Argentině a jinde; všechny realizovány podle jediného vzoru.
- Jezdecký pomník iráckého krále  Fajsala I., 1932, originál v Bagdádu zničen roku 1958
- Pomník Turecké republiky se třemi sousošími tureckých bojovníků v čele s Kemalem Atatürkem, Istanbul

### Jiné
- Figurální reliéfy na vratech klášterního kostela benediktinů v Monte Cassinu

## Galerie

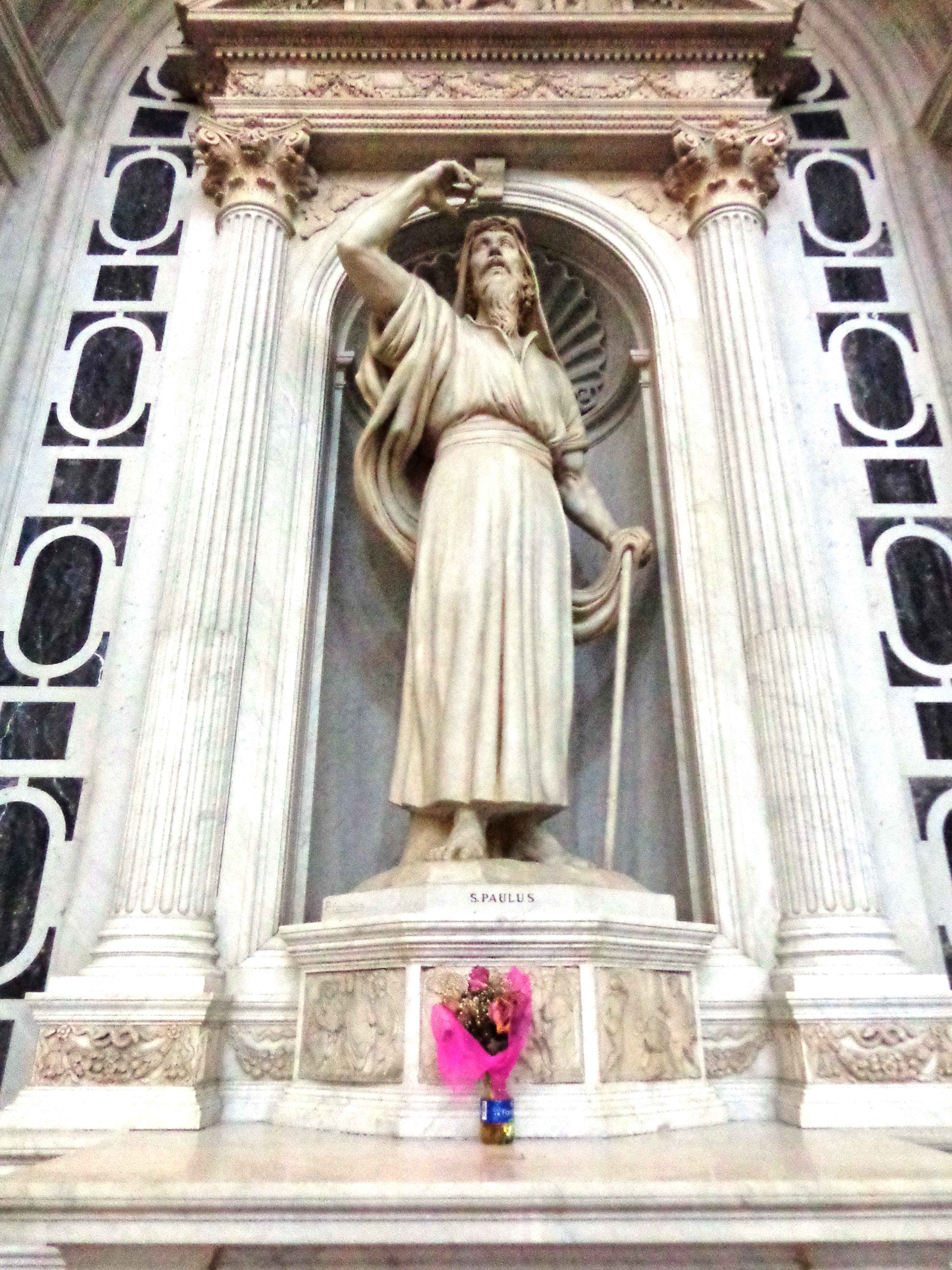
Sv. Pavel v Messině
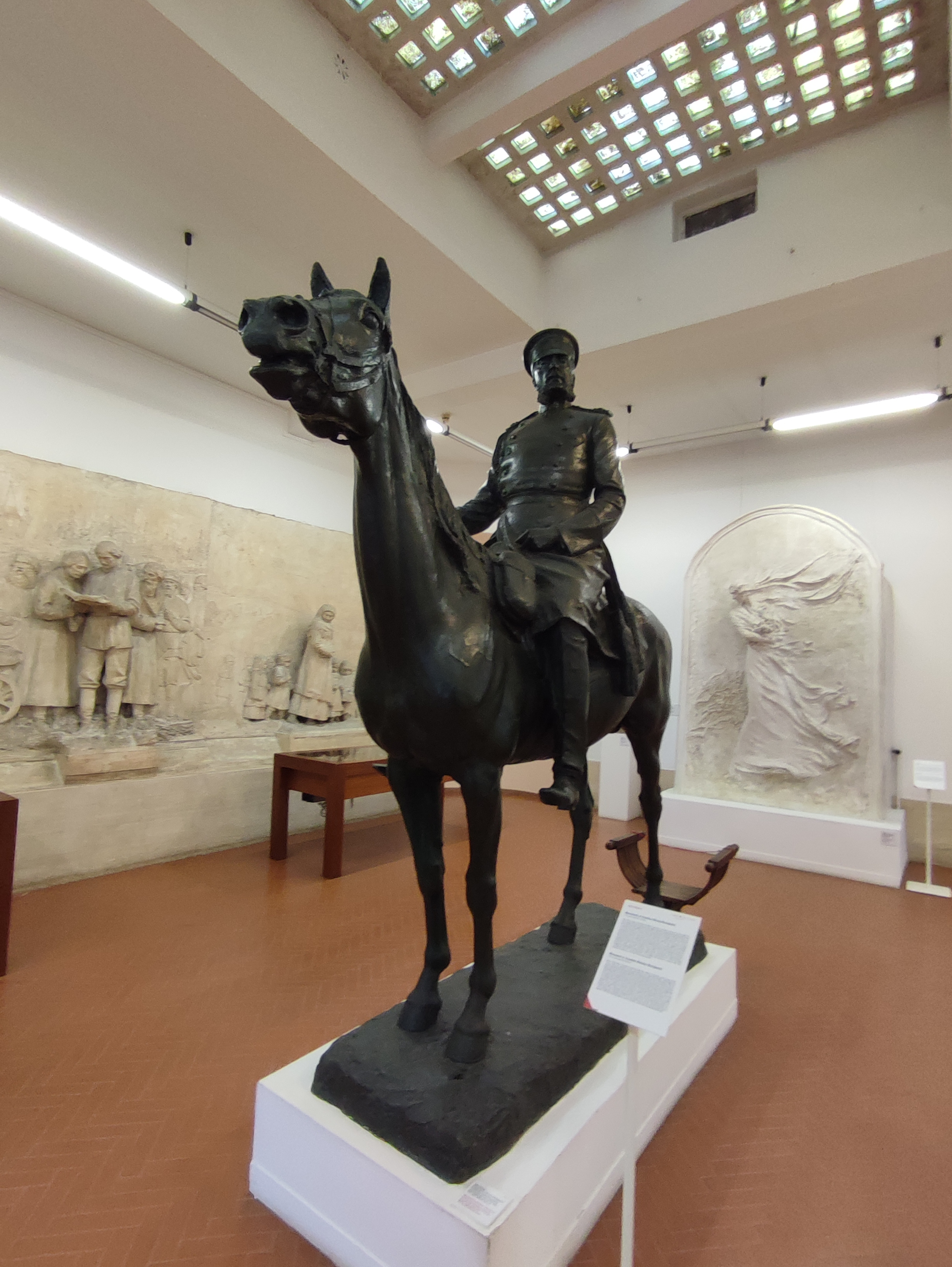
Pomník velkoknížete Nikolaje Nikolajeviče
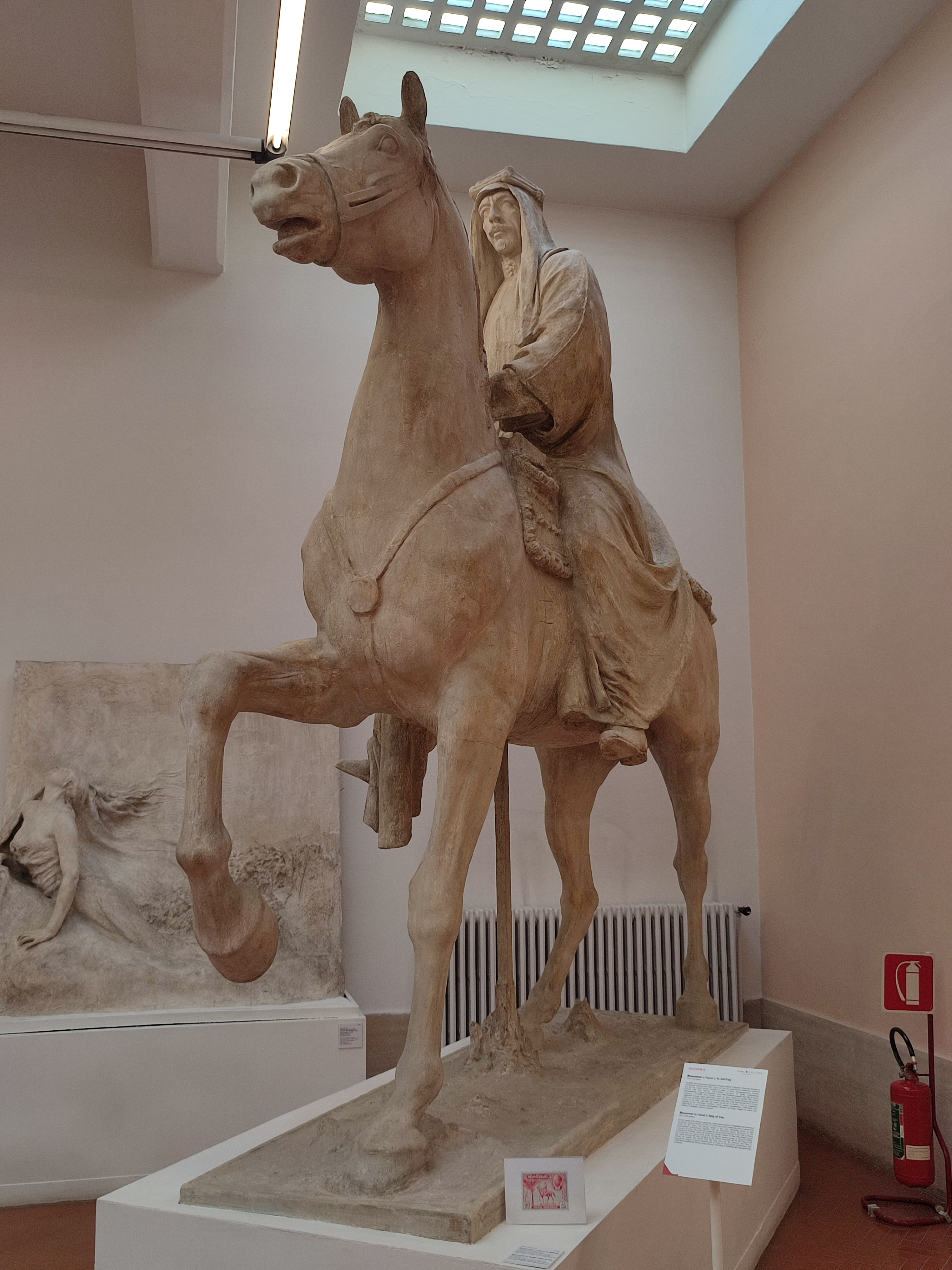
Pomník iráckého krále Fajsala I.
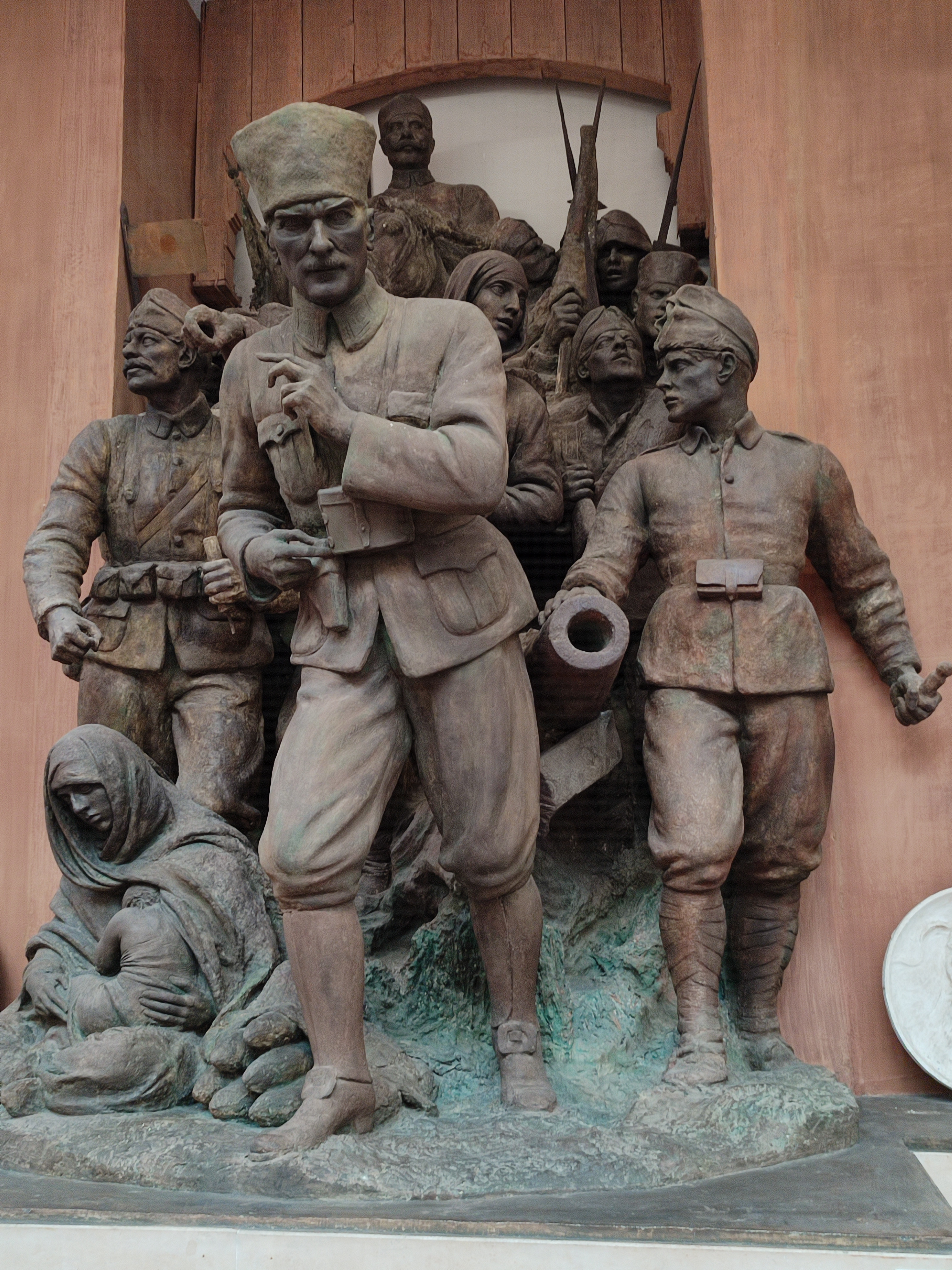
Pomník Kemala Atatürka
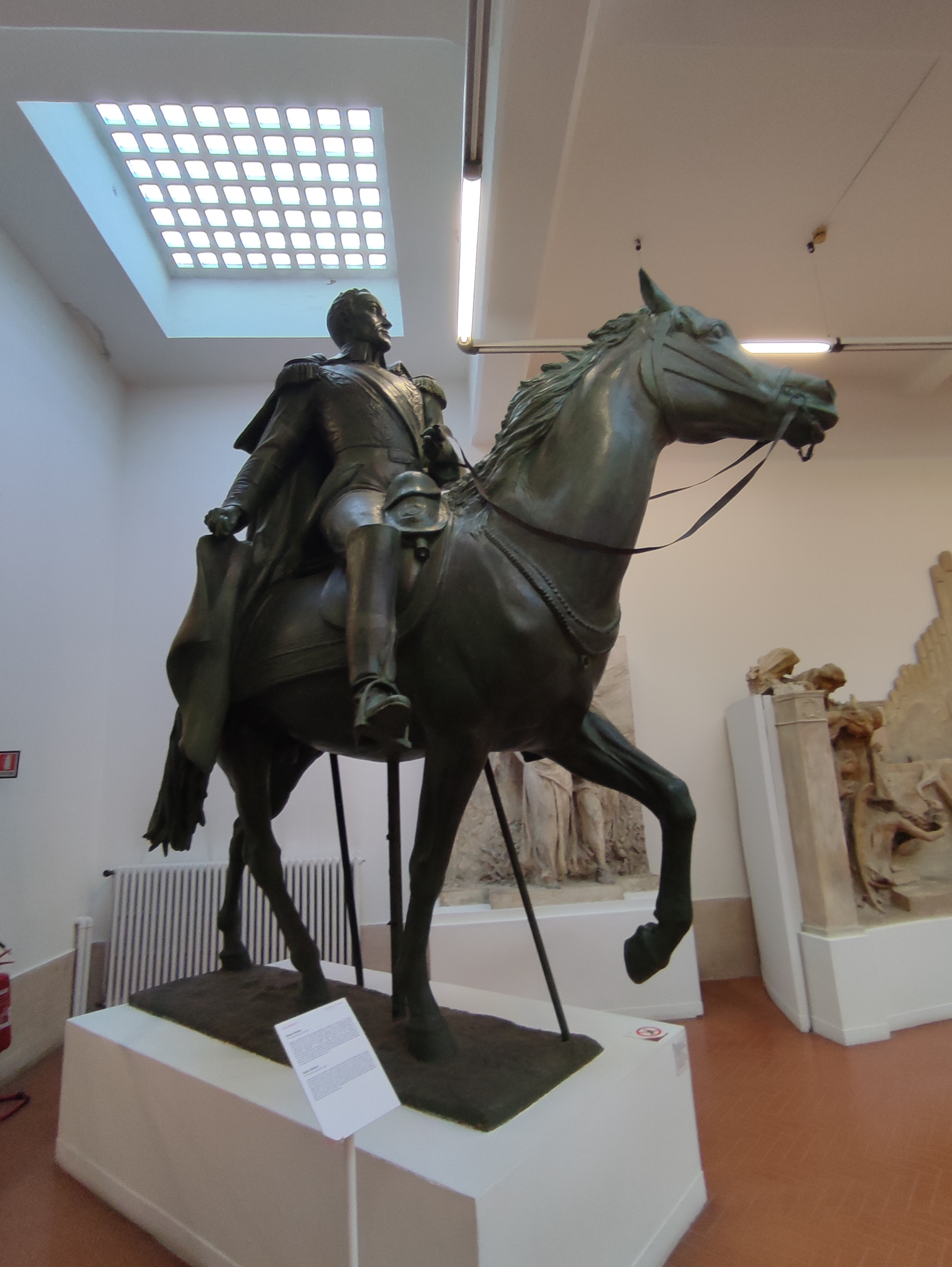
Pomník Simona Bolívara
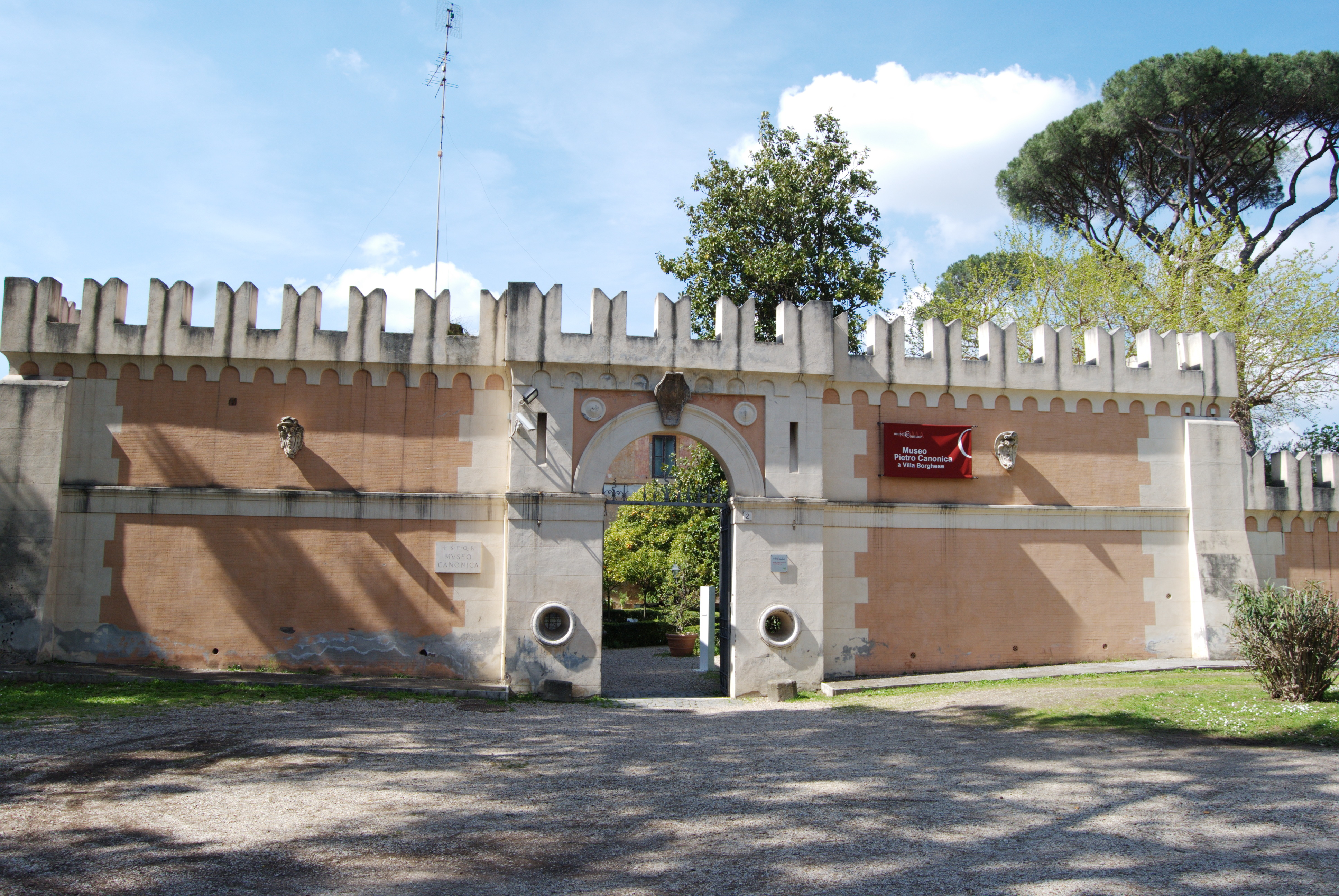
Museo canonica
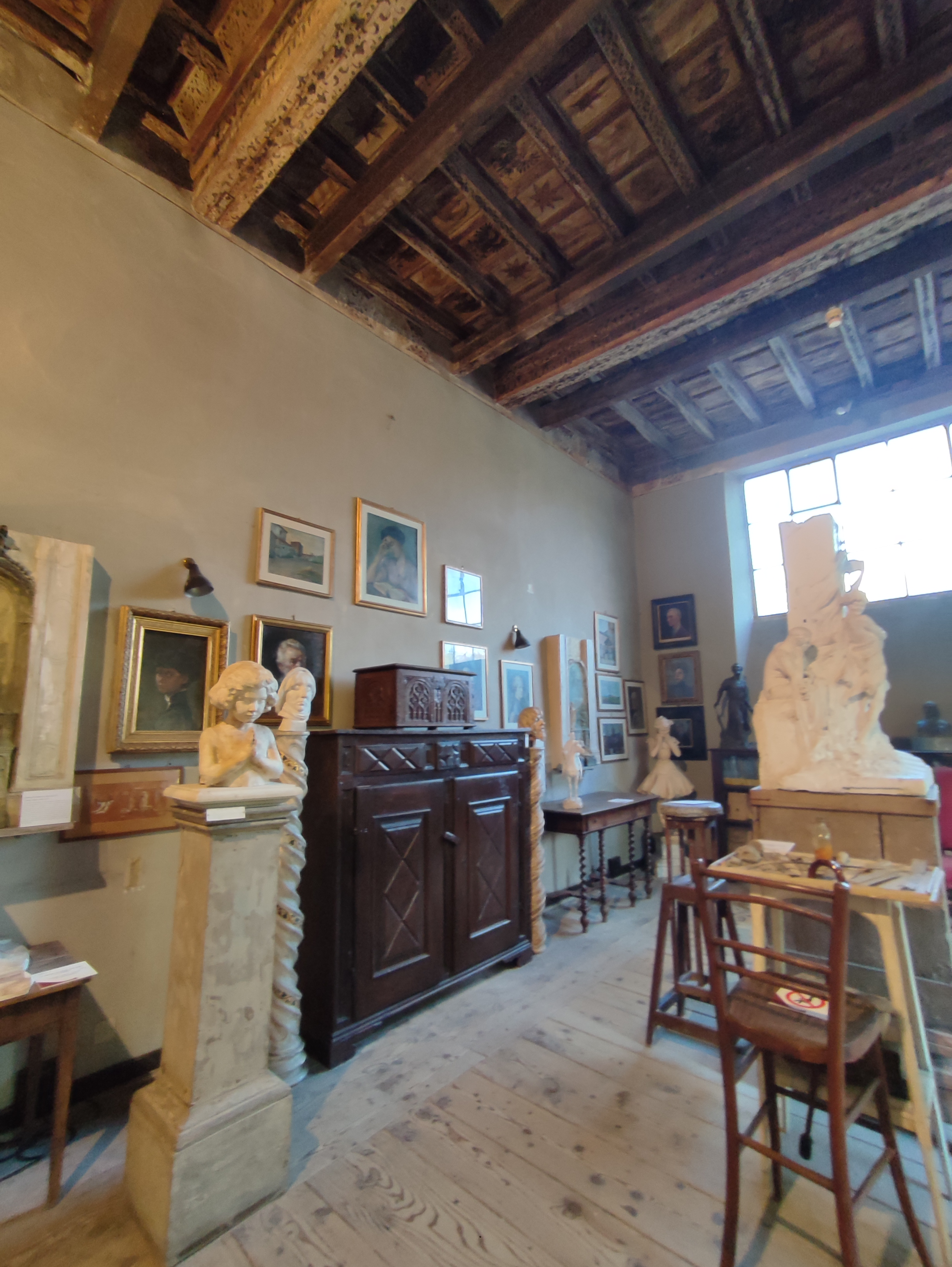
Canonicův ateliér